# Орловський Кирило Прокопович
Кирило Прокопович Орловський (30 січня 1895, село Мишковичі, тепер Кіровського району Могильовської області, Республіка Білорусь — 13 січня 1968, село Мишковичі, тепер Кіровського району Могильовської області, Республіка Білорусь) — радянський білоруський діяч, співробітник органів державної безпеки СРСР, один із керівників партизанського руху в Білорусі, голова колгоспу «Рассвет» Кіровського району Могильовської області. Кандидат у члени ЦК КПРС у 1956—1961 роках. Депутат Верховної Ради СРСР 3—7-го скликань. Герой Радянського Союзу (20.09.1943). Герой Соціалістичної Праці (18.01.1958).

## Життєпис
Народився в родині селянина-середняка. У 1910 році закінчив церковноприходську школу. Працював в господарстві батька.
У 1915 році призваний в російську імператорську армію. Служив рядовим 251-го запасного піхотного полку в Москві, в 1917 році — в саперному взводі 65-го піхотного полку на Західному фронті. Після Лютневої революції обирався командиром саперного взводу. Учасник першої світової війни, молодший унтер-офіцер. Після демобілізації наприкінці 1917 року повернувся на батьківщину, в село Мишковичі.
Член РКП(б) з 1918 року.
Учасник Громадянської війни в Росії з червня 1918 року: боєць Краснокочерицького партизанського загону в Бобруйській губернії, воював проти німецьких військ.
З грудня 1918 по травень 1919 року — співробітник Оршанської повітової і Бобруйської губернської надзвичайних комісій (ЧК). Чотири місяці воював на Західному фронті проти польських військ, два місяці — проти військ генерала Юденича. У 1920 році закінчив восьмимісячні 1-і Московські піхотні курси командного складу.
У 1920—1935 роках служив в органах ОДПУ—НКВС СРСР. У травні 1920 року із військовим загоном перейшов лінію радянсько-польського фронту і до 1925 року безперервно брав участь в так званих «активних бойових операціях» на території Литви і Польщі в складі сформованих на території РРФСР радянських бойових загонів, які закидалися на територію Литви та Польщі з метою розгортання масового партизанського руху. У 1925 році повернувся на територію Білоруської РСР.
У 1925—1930 роках — студент Комуністичного університету національних меншин Заходу імені Мархлевського.
З травня 1930 року — в Управлінні ДПУ по Білоруській РСР, уповноважений особливого відділу ОДПУ/НКВС в 5-му стрілецькому корпусі в місті Бобруйську, займався підбором партизанських кадрів на випадок війни.
З січня 1936 року — начальник ділянки на будівництві каналу «Волга—Москва».
У січні 1937 — січні 1938 років брав участь у громадянській війні в Іспанії 1936—1939 років, командир диверсійно-розвідувальної групи. 
З січня 1938 року навчався на спеціальних курсах при Особливому відділі НКВС СРСР в Москві.
З лютого 1939 по 1940 рік — помічник ректора Чкаловського сільськогосподарського інституту з господарської частини.
З липня 1940 року — в 5-му відділі Головного управління державної безпеки НКВС СРСР.
З березня 1941 року — в закордонному відрядженні в Західному Китаї під прикриттям начальника геологічного управління. У березні 1942 року повернувся з Китаю і був зарахований в апарат 4-го Управління НКВС СРСР.
Учасник німецько-радянської війни з жовтня 1942 року, коли був закинутий в німецький тил, в Біловезьку пущу. З жовтня 1942 по серпень 1943 року — командир партизанського загону особливого призначення «Соколи», який діяв в Барановицькій області Білоруської РСР. Керований ним загін успішно провів ряд операцій зі знищення промислових об'єктів і військових ешелонів ворога. 17 лютого 1943 року в бою Кирило Орловський був важко поранений, втратив кисті обох рук. Після одужання продовжив командувати загоном.
Указом Президії Верховної Ради СРСР від 20 вересня 1943 року за мужність і відвагу, проявлені в боротьбі з німецько-фашистськими загарбниками, Орловському Кирилу Прокоповичу присвоєно звання Героя Радянського Союзу з врученням ордена Леніна і медалі «Золота Зірка».
У серпні 1943 року відкликаний до Москви, продовжив службу в органах Народного комісаріату державної безпеки Білоруської РСР. З грудня 1944 підполковник державної безпеки Кирило Орловський — в запасі через інвалідність.
З січня 1945 по 13 січня 1968 року — голова колгоспу «Рассвет» Кіровського району Могильовської області Білоруської РСР.
Указом Президії Верховної Ради СРСР від 18 січня 1958 року за видатні успіхи, досягнуті в справі розвитку сільського господарства з виробництва зерна, картоплі, льону, м'яса, молока та інших продуктів сільського господарства, і впровадження у виробництво досягнень науки і передового досвіду Орловському Кирилу Прокоповичу присвоєно звання Героя Соціалістичної Праці з врученням ордена Леніна і золотої медалі «Серп і Молот».
Помер 13 січня 1968 року. Похований в селі Мишковичі Кіровського району Могильовської області Білорусі.

## Звання
- підполковник державної безпеки

## Нагороди і відзнаки
- Герой Радянського Союзу (20.09.1943)
- Герой Соціалістичної Праці (18.01.1958)
- п'ять орденів Леніна (13.11.1937; 20.09.1943; 30.12.1948; 18.01.1958; 22.03.1966)
- орден Червоного Прапора (30.04.1946)
- орден Трудового Червоного Прапора Білоруської РСР (1932)
- медаль «Партизанові Вітчизняної війни» 1-го ст. (2.09.1943)
- медаль «За трудову доблесть» (25.12.1959)
- медалі
- почесна вогнепальна зброя від ОДПУ СРСР (6.11.1923)